# 브랜던 해리스
브랜던 해리스(Brandon Harris, 1990년 1월 24일 ~ )는 내셔널 풋볼 리그 휴스턴 텍슨스의 미식 축구 코너백 선수이다.